# Monica Lewinsky-botrány
A Monica Lewinsky-botrány politikai botrány volt 1998-ban, mely szerint az Egyesült Államok elnökének, Bill Clintonnak szexuális kapcsolata volt 
a Fehér Ház akkor 25 éves alkalmazottjával, Monica Lewinskyvel.

## Szexuális kapcsolatok
Monica Lewinsky azt állította, hogy kilenc alkalommal volt szexuális kapcsolatban az elnökkel.
- 1995. november 15.
- 1995. november 17.
- 1995. december 31.
- 1996. január 7.
- 1996. január 21.
- 1996. február 4.
- 1996. március 31.
- 1997. február 28.
- 1997. március 29.

## Tagadás, majd beismerés
A hír először a Drudge Report weboldalán jelent meg 1998. január 17-én. A sajtóban a botrány a január 21-i The Washington Postban megjelent cikk után tört ki. Clinton elnök január 26-i sajtótájékoztatóján mondta az elhíresült tagadását: Nem volt szexuális kapcsolatom azzal a nővel (I did not have sexual relations with that woman). Január 27-én Hillary Clinton az NBC-ben jobboldali összeesküvésnek minősítette a botrányt.
A következő hónapokban az amerikai és a világsajtó sorra találgatta, mi igaz a vádakból, illetve hogy hazudott-e az elnök. Clinton elnök 1998. augusztus 17-én ismerte el, hogy helytelen (illetlen) fizikai kapcsolatban volt Lewinsky kisasszonnyal.